# Brendan Haywood
Brendan Todd Haywood (* 27. November 1979 in New York City) ist ein ehemaliger US-amerikanischer Basketballspieler, der als Center spielte. Von 2001 bis 2015 war er in der National Basketball Association (NBA) aktiv.

## High School
In seinem Senior-Jahr (1996/97) an der James B. Dudley High School wurde er zum Nachwuchsspieler des Jahres in North Carolina und ins McDonald’s All American Team gewählt.

## College
Die folgenden vier Jahre spielte Haywood an der University of North Carolina at Chapel Hill. Dort hält er bis heute noch einige College-Rekorde und er war der erste Spieler, dem ein Triple-Double (4. Dezember 2000 gegen Miami) gelang.

## NBA

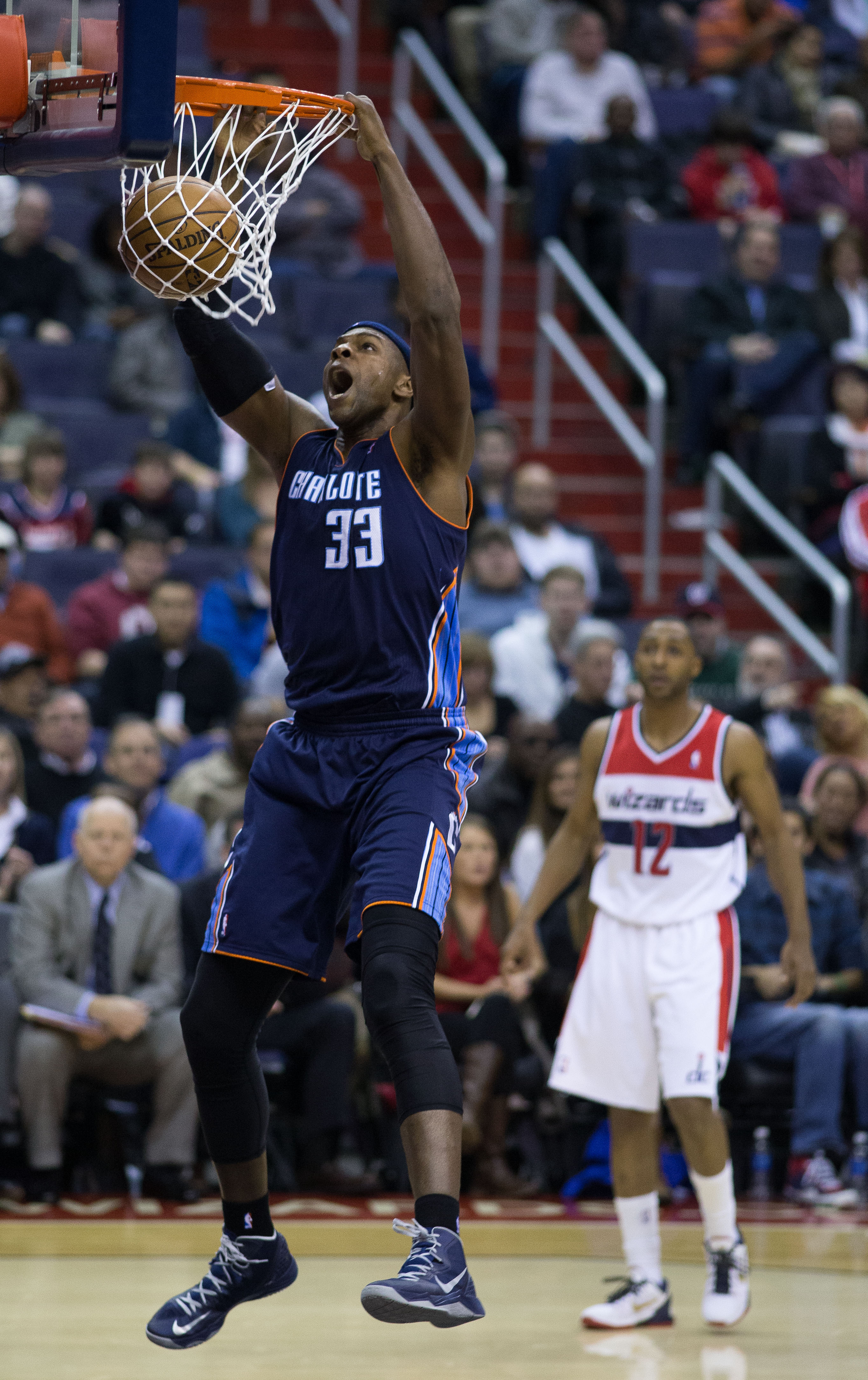
Haywood im Trikot der Charlotte Bobcats

### Washington Wizards (2001–2010)
Nachdem Haywood das College 2001 verlassen hatte, meldete er sich zur NBA-Draft 2001 an. Die Cleveland Cavaliers wählten ihn als 20. Pick und tauschten ihn gegen Michael Doleac von den Orlando Magic ein, die ihn wiederum für Laron Profit und einen Erstrundenpick zu den Washington Wizards schickten. Von Beginn an war er der Starting-Center der Wizards.

### Dallas Mavericks (2010–2012)
2010 wechselte er zusammen mit Caron Butler und DeShawn Stevenson zu den Dallas Mavericks. Im Gegenzug verließen der verletzungsanfällige Josh Howard, sowie Drew Gooden, James Singleton und Quinton Ross die Mavericks in Richtung Hauptstadt. Als er nach Dallas geschickt wurde, lief bereits sein letztes Vertragsjahr. In der Offseason unterschrieb er dann einen auf 55 Millionen dotierten 6-Jahres-Vertrag bei den Mavs. Ursprünglich war Haywood als Starter für die Saison 2010/2011 eingeplant. Doch der gerade geholte Tyson Chandler konnte ihn auf die Bank verdrängen. In dieser Saison hatte er mit 36 % die schlechteste Freiwurfquote der Liga. Mit seinem Team zog er jedoch in die Finals ein und gewann dort 2011 die NBA-Meisterschaft. Nach insgesamt zweieinhalb Jahren wurde Haywood von den Mavericks unter Anwendung der Amnestieklausel entlassen. Sein Vertrag wird daher nicht mehr auf das Teamgehalt angerechnet.

### Charlotte Hornets, damals noch Bobcats (2012–2014)
Er wurde daraufhin von den Charlotte Hornets für 4 Jahre verpflichtet. Sie bezahlen 2,05 Millionen Jahresgehalt. Für die verbleibenden 29,5 Millionen US-Dollar müssen die Mavericks aufkommen.

### Cleveland Cavaliers (2014 – 2015)
Nachdem Haywood die komplette Saison 2013/14 wegen einer Stressfraktur pausiert hatte, kam er im Sommer 2014 in einem Spielertausch zu den Cleveland Cavaliers, die zudem LeBron James zurückholten und zu einem Titelkandidaten aufstiegen. Nach dem verpassten NBA-Titel endete sein Vertrag in Cleveland.